# Chrostosoma dolens
Chrostosoma dolens är en fjärilsart som beskrevs av Walker 1854. Chrostosoma dolens ingår i släktet Chrostosoma och familjen björnspinnare. Inga underarter finns listade i Catalogue of Life.